# Sandy Feldstein
Sandy Feldstein (* 7. September 1940 in New York City als Saul Feldstein; † 30. August 2007 in Tarzana, Los Angeles, Kalifornien) war ein US-amerikanischer Komponist, Arrangeur und Dirigent.

## Leben
Sandy Feldstein wirkte als Ausbilder auf dem Gebiet der Perkussion und war Präsident der Percussive Arts Society. Landesweit hielt er Gastvorlesungen an Universitäten und auf Music-Conventions. Er erhielt einen Doktortitel der Columbia University und wurde ebenso von der ASCAP (American Society of Composers, Authors and Publishers) für seine Kompositionen ausgezeichnet. 
2007 verstarb er an Krebs.